# 王咏红
王咏红（1957年—），河北束鹿人，汉族，中华人民共和国政治人物、第十二届全国人民代表大会江苏地区代表。
毕业于南京农业大学经济管理专业，1979年加入中国共产党，在职研究生学历,哲学硕士、管理学博士,教授。历任无锡市委副书记(正市级)、南京市人民政府副市长、江苏省旅游局党组书记、局长、江苏省卫生厅党组书记、厅长等职。现任江苏省卫生和计划生育委员会主任。2013年，被选为全国人大代表。